# Sistema Ward-Leonard
El sistema Ward-Leonard se trata de un grupo motor-generador-motor destinado a lograr el control del sentido de giro y ajustar la velocidad en motores de corriente continua, destinados al accionamiento de grandes guinches, grúas y cabrestantes navales, etc. El sistema también permite controlar el arranque y frenado de los motores. 
El circuito corresponde a un sistema que usa alimentación de corriente alterna trifásica, para luego ser corregida en el motor de arrastre. 
Este sistema es ventajoso debido a que con una corriente pequeña se gobierna el circuito de elevada potencia.

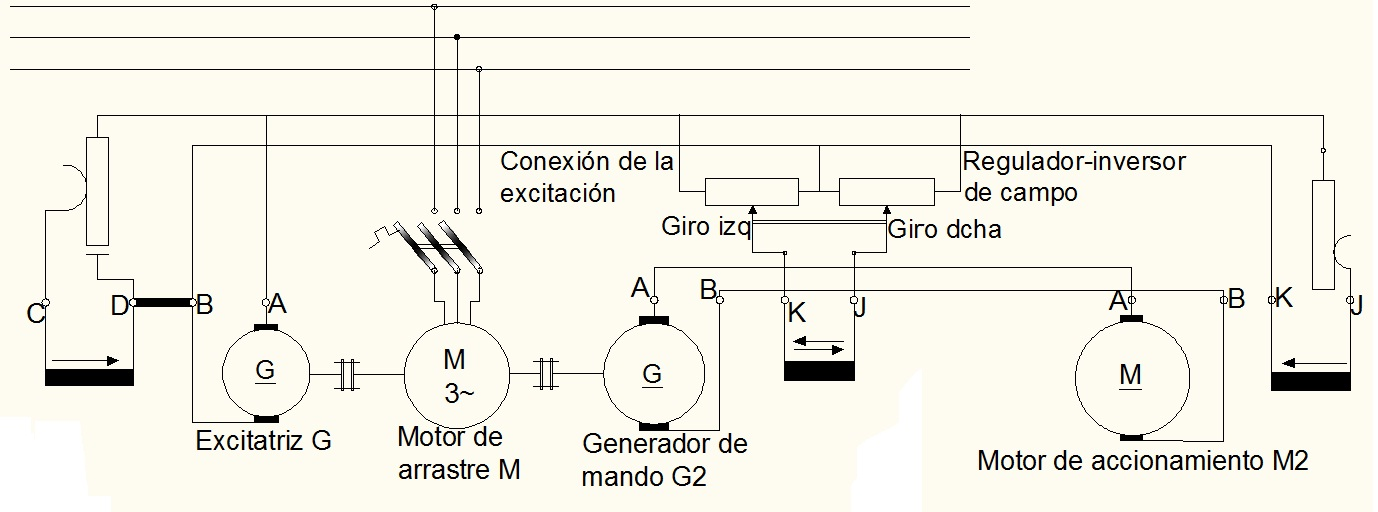
Esquema de un sistema Ward-Leonard.

## Modo de funcionamiento
El motor de impulso es del tipo asíncrono trifásico alimentado de la red de corriente alterna (Generalmente de 3 x 380V 50Hz) y acciona simultáneamente a dos generadores de C.C.: de los cuales el más pequeño se denomina "Excitatríz", y está destinado a proporcionar la tensión de corriente continua necesaria para el control y la excitación de las dos restantes máquinas de C.C.; el segundo generador de C.C. -de elevada potencia y que se denomina "de mando"- posee sus bornes de la armadura directamente conectados a los bornes homólogos de la armadura del motor de accionamiento.
Con los elementos así dispuestos la polaridad y el valor de la tensión en bornes del generador de mando dependen del sentido de la corriente que recorre su campo inductor, y por lo tanto de la posición del cursor doble del regulador-inversor de campo de dicho generador.
Cuando el cursor doble se encuentra exactamente en su posición central la corriente de excitación del generador de mando vale cero, de tal manera por ser nula la tensión aplicada a la armadura del motor de accionamiento, éste no se mueve.
Pero si se mueve el cursor a derecha e izquierda de la posición central se logrará aumentar gradualmente -con una u otra polaridad- la tensión aplicada a la armadura del motor de accionamiento, lo que origina en éste el control del sentido de giro de la corriente eléctrica y una muy amplia y gradual regulación de su velocidad.
El reóstato de campo de la excitatriz, permite regular adecuadamente el valor de la tensión de excitación, al tiempo que el reóstato de campo del motor determina la máxima velocidad y par motor de éste.
Normalmente el cursor de estos dos últimos reóstatos de campo se mantiene invariablemente en una posición conveniente de tal manera que el control del sentido y velocidad de la máquina puede lograrse con la sola actuación del reóstato regulador-inversor (Es decir, aquel cuyo giro hacia derecha o izquierda logra aumentar con la polaridad deseada la tensión aplicada a la armadura del motor de accionamiento).
En la actualidad, los sistemas Ward Leonard se alimentan invariablemente con Corriente Alterna trifásica, y para una mayor comodidad, eficiencia, seguridad y economía se ha reemplazado a la excitatriz por un sistema de rectificación controlado.
De la misma manera se ha reemplazado al sistema regulador-inversor por controles electrónicos de elevada sensibilidad. 